# Pera de Rincón de Soto

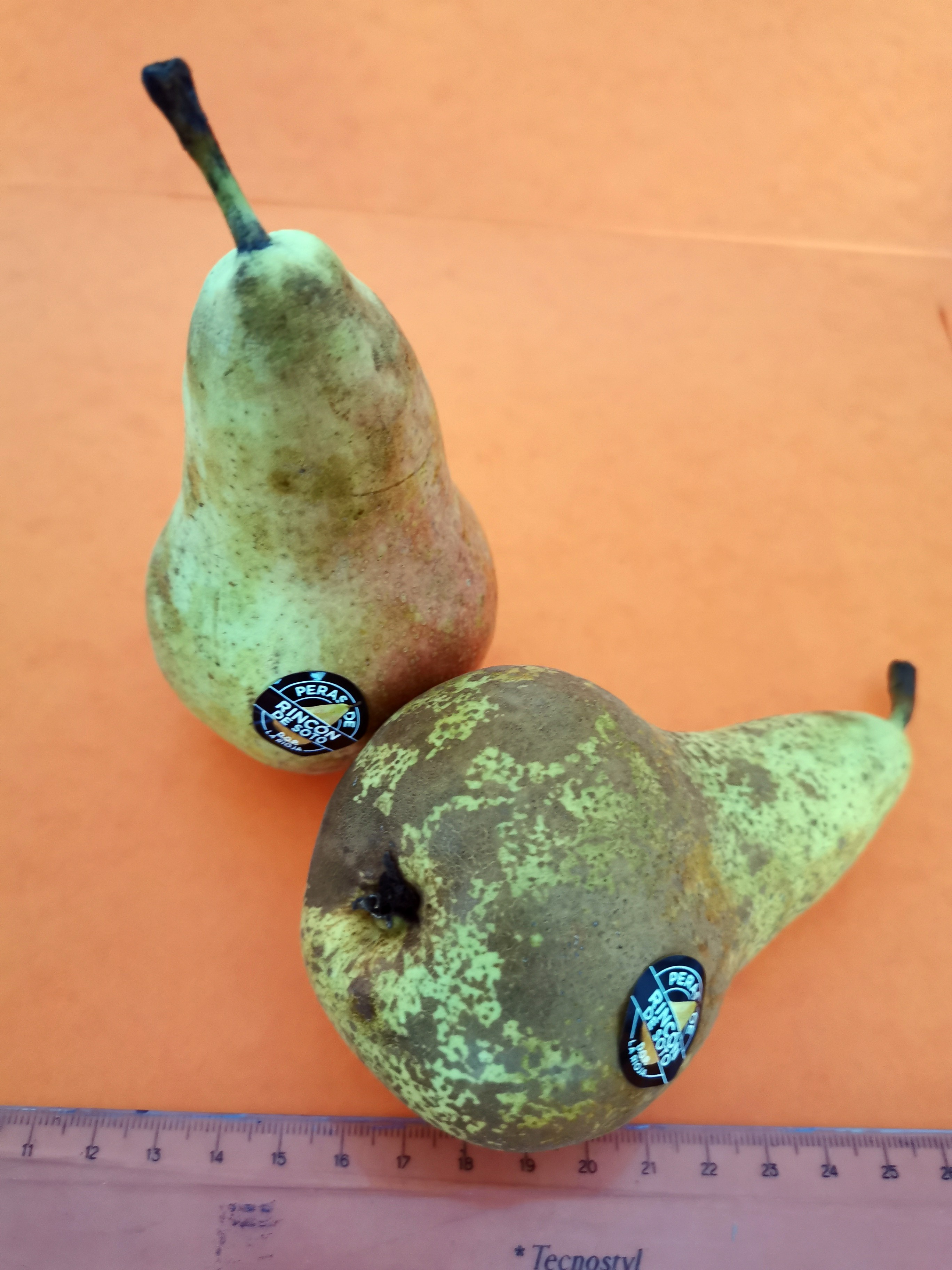
Peras 'Conferencia' de la DOP Pera de Rincón de Soto.

La Pera de Rincón de Soto es un indicativo de calidad del tipo Productos de la Tierra otorgado en 2002 por la Comunidad Europea a la producción de peras de la comarca de Rioja Alta a cargo del Consejo Regulador de la Denominación de Origen Protegida (D.O.P.) "Pera de Rincón de Soto". Las variedades cultivares de pera (Pyrus communis) son: Blanquilla, y Conference.

## Historia
La producción de peras en localidad riojana Rincón de Soto y localidades aledañas de la comarca de Rioja Alta, comenzó a finales del siglo XIX, y recibió un impulso definitivo a la década de los 60 del siglo XX con el boom de fruticultura que experimentó el territorio.
La entrada en la Comunidad Europea se aprovechó para realizar una profunda tecnificación en la producción y un fuerte desarrollo de la comercialización. Es la localidad riojana Rincón de Soto la que da nombre a la Denominación de Origen Protegida (DOP). La pera de Rincón de Soto obtuvo en 2002 el reconocimiento como "Denominación de Origen Protegida" por la Comunidad Económica Europea, convirtiéndose en la primera fruta de este tipo en España en contar con esta distinción. La DOP, que otorga la Unión Europea, identifica la máxima vinculación del producto con el territorio, dado que tanto el cultivo como el manipulado se realiza en una zona determinada. Esta cubre las dos variedades de pera cultivadas conferencia y blanquilla.

## Zona de cultivo
La zona de producción de las peras Rincón de Soto situado en la comarca de Rioja Alta, tienen un microclima característico muy favorable para el cultivo de la pera y comprende a : Albelda, Alberite, Alcanadre, Aldeanueva de Ebro, Alfaro, Agoncillo, Arrubal, Ausejo, Azofra, Calahorra, Cenicero, Entrena, Fuenmayor, Hormilla, Hormilleja, Huércanos, Lardero, Logroño, Murillo, Nalda, Nájera, Navarrete, Pradejón, Rincón de Soto, San Asensio, Torremontalbo, Uruñuela y Villamediana de Iregua.

## Características del cultivo
Bajo la DOP "Pera de Rincón de Soto" se cultivan y distribuyen peras pertenecientes a las categorías comerciales Primera y Extra destinadas exclusivamente a su consumo en fresco. Deben presentar unos criterios de calidad mínimos antes de la recolección, especialmente un alto grado de azúcares, un calibre mínimo y un color adecuado en general, y un tipo de "Russeting" (pardeamiento áspero superficial que presentan algunas variedades) menos uniforme, más rústico y de forma más redondeada en el caso de la variedad Conference.
Se trabaja con unas rigurosas condiciones de cultivo y selección que hacen que gran parte de la producción corresponda a calibres grandes, elevado nivel de azúcar, y técnicas de producción y conservación no agresivas y adaptadas las técnicas de Producción integrada, certificadas por el "Consejo Regulador de la Producción integrada". Deben llevar una etiqueta que garantice el origen geográfico.
Las peras protegidas por la "DOP Rincón de Soto" destacan nutricionalmente por su elevado aporte de agua, fibra y potasio, así como por la presencia de vitaminas del Grupo B en pequeñas cantidades. Son suavemente astringentes por su composición de taninos con efectos antiinflamatorios; y esto las hace beneficiosas una vez cocida como remedio de la diarrea, la gastritis y las úlceras. La Pera es diurética ayudando en caso de retención de líquidos y recomendable para los diabéticos gracias a su bajo contenido en hidratos de carbono.

Pera de Rincón de Soto
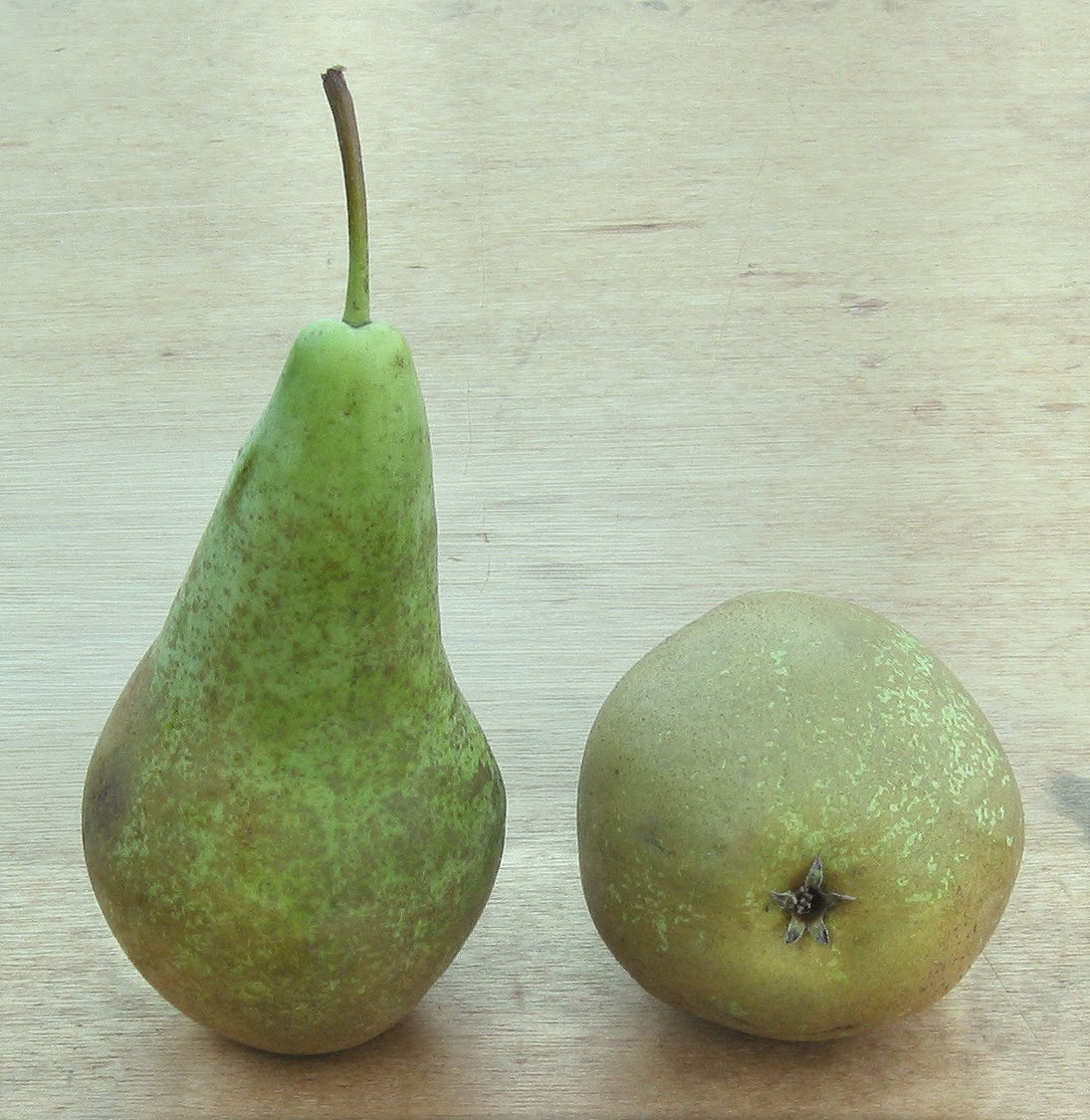
Conference.
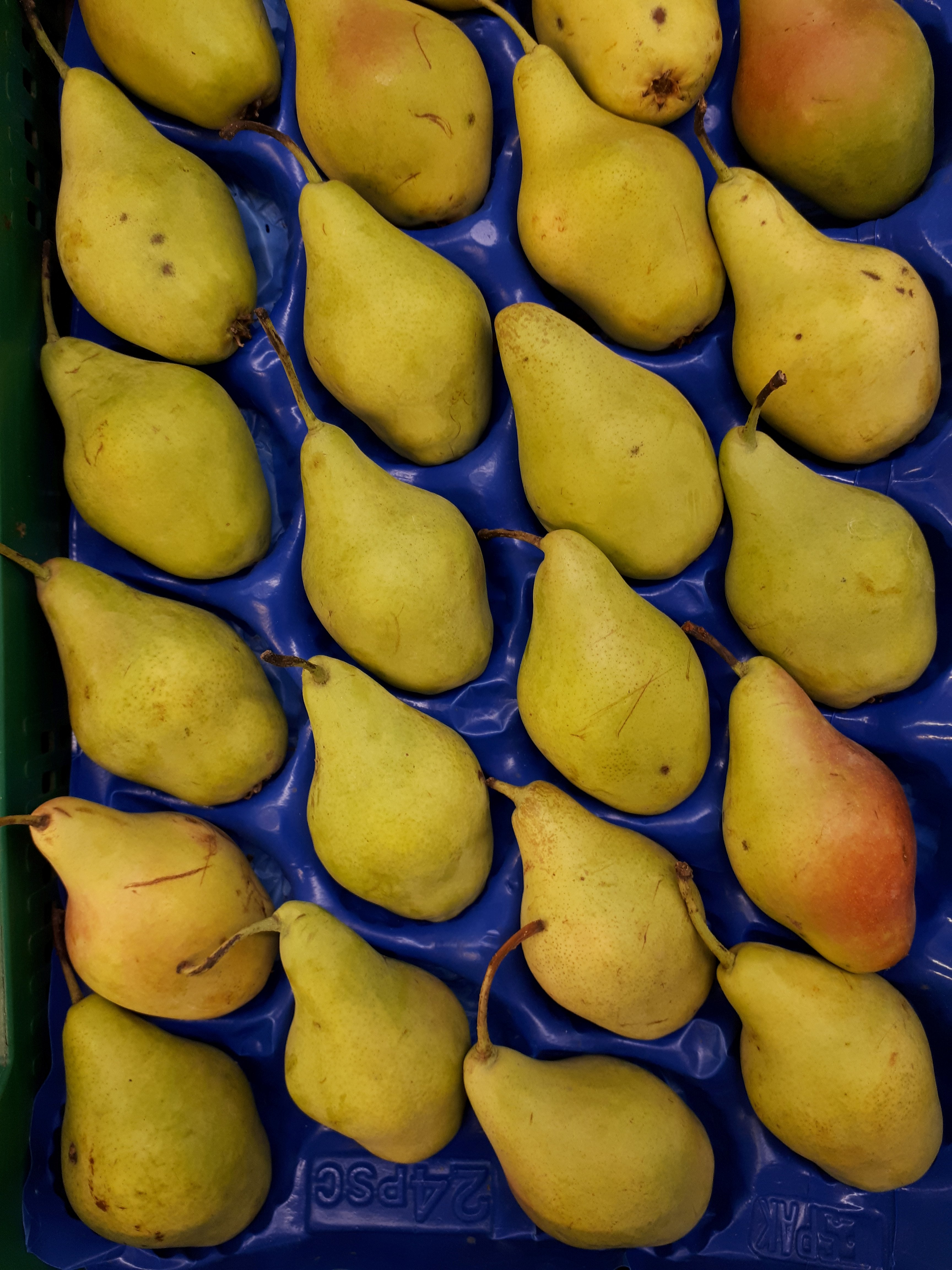
Pera Blanquilla.